# Aesopia cornuta
Aesopia cornuta es una especie de pez de la familia Soleidae en el orden de los Pleuronectiformes.

## Hábitat
Vive en los fondos  arenosos y barrosos de las aguas de la  costa  hasta los 100 m de profundidad.

## Distribución geográfica
Se encuentra en las  costas del Mar Rojo, Mozambique, Sudáfrica,  India